# Un amour de pâtisserie
Pour plus de détails, voir Fiche technique et Distribution.
Un amour de pâtisserie (The Sweeter Side of Life) est un téléfilm américain écrit, produit et réalisé par Michael Damian, diffusé le 19 janvier 2013 sur Hallmark Channel.

## Synopsis
Épouse d'un célèbre chirurgien esthétique à New York, Dorothée Harper avait tout : les boutiques de luxe, son club de sport et ses trois amies deux fois plus riches qu'elle.
Alors qu'elle l'attendait la veille pour célébrer leur anniversaire de mariage, elle voit sa vie bousculer : son mari demande le divorce parce qu'il aime une autre femme enceinte de lui. N'ayant plus le droit de l'approcher et sans prestation compensatoire, elle est désormais dans la rue et retourne vivre dans le New Jersey où son père vit dans la boulangerie familiale. Elle y découvrira son talent pour la pâtisserie et y fera la connaissance d'un homme charmant…

## Fiche technique
- Titre original : The Sweeter Side of Life
- Titre français : Un amour de pâtisserie
- Réalisation : Michael Damian
- Scénario : Janeen Damian et Michael Damian
- Direction artistique : Vraciu Eduard Daniel
- Décors : David Hirschfield
- Costumes : Oana Gabriela Draghici
- Photographie : Viorel Sergovici
- Montage : Seth Flaum
- Musique : Mark Thomas
- Production : Janeen Damian et Michael Damian
- Sociétés de production : MPCA[1] ; Riviera Films (coproduction)
- Société de distribution : Hallmark Channel
- Pays d'origine : États-Unis
- Langue originale : anglais
- Format : couleur
- Genre : comédie
- Durée : 90 minutes
- Dates de diffusion :
  -  États-Unis : 19 janvier 2013 sur Hallmark Channel
  -  France : 11 juillet 2013 sur TF1

## Distribution
- Kathryn Morris (VF : Stéfanie Lafforge) : Dorothée Harper
- James Best (VF : Marc Cassot) : Paddy Kerrigan
- Alastair Mackenzie (VF : Franck Monsigny) : Benny Christophe
- Steve Varnom (VF : Olivier Cordina) : Eddie Rubinski
- Sam Douglas (VF : Paul Borne) : Dino Ravettino
- Stephen Hogan (VF : Marc Saez) : Wade Harper
- Jerome Holder (VF : Geoffrey Loval) : Calvin
- Carol Cleveland (VF : Cathy Cerda) : Edna
- Jane March : Lana

source

## Autour du téléfilm
- Un amour de pâtisserie se déroulant dans la ville de New York et à Flemington à New Jersey, toutes les scènes ont été filmées aux Castel Film Studios à Bucarest en Roumanie au début d'avril 2012[1],[4].
- Comme l'avait annoncé le magazine américain Variety en mars 2012, le titre était Confections of a Discarded Woman avant qu'il ne soit changé plus tard[1].
- Le réalisateur, scénariste et producteur Michael Damian est également connu comme acteur, surtout dans le rôle de Danny Romalotti des Feux de l'amour